# Eric Papilaya
Eric Papilaya (ur. 9 czerwca 1978 w Vöcklabrucku) – austriacko-indonezyjski piosenkarz, gitarzysta i producent muzyczny.

## Życiorys
Kiedy miał 15 lat, założył zespół muzyczny Milk, w którym grał przez kolejne 13 lat. W 2007 zajął piąte miejsce w trzeciej edycji programu rozrywkowego Starmania w ORF 1. W tym samym roku, reprezentując Austrię z utworem „Get a Life – Get Alive”, zajął 27. miejsce w półfinale 52. Konkursu Piosenki Eurowizji w Helsinkach. Utwór dotarł do dziewiątego miejsca na krajowej liście przebojów Ö3 Austria Top 40 i stał się muzycznym motywem przewodnim gali charytatywnej Life Ball na rzecz zakażonych HIV i chorych na AIDS. Za piosenkę uzyskał w 2008 nominacje do Amadeus Austrian Music Award w trzech kategoriach.
W latach 2010–2012 prowadził program Music Nuggets w ServusTV. Jesienią 2013 został współtwórcą zespołu The Rats Are Back, z którym wydał albumy: One Night Only (2014) i Bad Boys (2017). Założył także funkowy zespół Q i orkiestrę dętą Timberwolves. Był inicjatorem projektu muzycznego Die große Nacht der Musiklegenden. W 2018 premierę na kanale Servus TV miał program Der Glücksmoment, którego był scenarzystą i współproducentem. W 2019 wydał solowy album studyjny, zatytułowany po prostu Eric Papilaya, którego był także producentem. W 2021 poprowadził program Mein Bester Song Der Welt i został trenerem w programie The Voice Austria. W 2022 wystąpił w roli Malcolma X w musicalu Martin Luther King – The Choral Musical, który był wystawiany podczas trasy objazdowej po Austrii, Niemczech i Szwajcarii.

## Życie prywatne
We wrześniu 2015 poślubił Julię Leonhartmair, z którą rozwiódł się w 2018. Od 2019 jest związany ze swoją menedżerką, Melanie Binder, z którą ożenił się w 2022 i ma syna (ur. 2023).